# Доходный дом Смирновых
Доходный дом Смирновых — здание в Тверском районе Центрального административного округа города Москвы, расположенный по адресу ул. Петровка, д. 17.

## История
Доходный дом Смирновых был возведен в 1911 — 1914 годах по проекту архитектора Г. А. Гельриха после того, как участок земли был приобретен братьями Смирновыми. Ранее находившиеся там постройки были снесены. Изначально здание было спроектировано как доходный дом с помещениями для торговли, расположенными на первом и частично втором этаже. Дом построен в неоклассическом стиле, многие архитектурные и декоративные решения инспирированы западноевропейской, в частности, итальянской архитектурой: например, оконные аркады на первом и втором этаже, скульптурные изображения над вторым этажом, декоративные барельефы на фасаде и вокруг арки. Жилая часть дома имеет четыре эркера, в верхней части здания окна разграничены пилястрами, в центральной части имеются балконы.
В доходном доме Смирнова жила сестра певца Ф. И. Шаляпина, поэтому и певец часто бывал в доме.
После революции 1917 года в здании размещался Народный комиссариат здравоохранения, позднее в помещениях работали издательства «Сфинкс» и «Московский рабочий», типография «Мысль». В доме жил врач Д. И. Азбукин, певец С. И. Мигай.